# Félix Godefroid

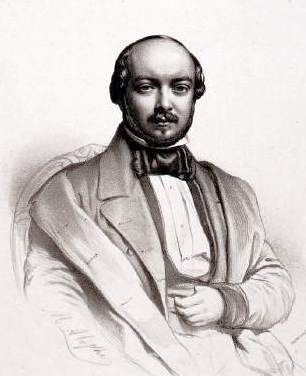
Félix Godefroid

Dieudonné Joseph Guillaume Félix Godefroid, född 24 juli 1818 i Namur, död 12 juli 1897 i Villers-sur-Mer, var en belgisk harpist. 
Godefroid studerade vid Conservatoire de Paris 1832–35 och väckte sedermera på konstresor i flera länder uppseende för sitt briljanta spel. Han komponerade salongsstycken för såväl harpa som piano samt två operor och ett oratorium.